# John Mathews
John Mathews (Charleston, 1744 – Charleston, 17 novembre 1802) è stato un politico e avvocato statunitense, padre fondatore degli Stati Uniti.
Fu delegato al secondo congresso continentale dal 1778 al 1781, e qui firmò gli Articoli della Confederazione per conto della Carolina del Sud. Al suo ritorno nello stato, fu eletto Governatore della Carolina del Sud, rimanendo in carica per un solo mandato dal 1782 al 1783.

## Biografia
Mathews nacque a Charleston, nella provincia della Carolina del Sud, nel 1744; era figlio di John Mathews e Sarah Gibbes, e la data esatta della sua nascita non è nota. Fu nominato alfiere nel reggimento provinciale della Carolina del Sud che prese parte ad una spedizione contro i Cherokee all'inizio degli anni 1760, e fu promosso a luogotenente.
Studiò a Middle Temple a Londra; al suo ritorno in Carolina del Sud divenne impiegato legale per il colonnello Charles Pinckney, fu ammesso alla professione forense e fece pratica a Charleston. Nel 1772 fu eletto all'Assemblea coloniale e nel 1775 e 1776 fu membro del primo e del secondo Congresso provinciale della Carolina del Sud. Nel 1776 fu nominato giudice associato del tribunale del circuito statale e dal 1776 al 1780 ebbe un seggio alla Camera dei rappresentanti della Carolina del Sud, della quale fu Speaker nel 1777 e 1778. Durante la guerra d'indipendenza americana fu capitano nel reggimento della contea di Colleton; fu fondatore fiduciario del Collegio di Charleston.
Fu membro del Congresso continentale dal 1778 al 1781 e su sostenitore degli Articoli della Confederazione; fu poi eletto governatore dal Parlamento dello stato, e ricoprì la carica dal 1782 al 1783. Dopo aver lasciato la carica di governatore, vinse un'elezione a giudice della Cancelleria del tribunale statale nel 1784. Fu poi rieletto alla Camera dei Rappresentanti della Carolina del Sud nel 1784 e fu giudice della Corte di Equità dello stato nel 1791.
Morì a Charleston il 17 novembre 1802. Fu sepolto nel cimitero della Chiesa Congregazionale Circolare a Charleston.

## Famiglia
Nel 1766 sposò Mary Wragg; dopo la sua morte, nel 1799 sposò sarah Ruthledge, la sorella dei Padri Fondatori John Rutledge e Edward Rutledge.
La sua sorella Elizabeth Mathews fu la moglie del Padre Fondatore Thomas Heyward Jr.